# Massacre de Tlatelolco
Le massacre de Tlatelolco a eu lieu dans l'après-midi et la nuit du 2 octobre 1968 sur la place des Trois Cultures dans le quartier de Tlatelolco à Mexico, dix jours avant l’ouverture des Jeux olympiques d'été au Mexique.

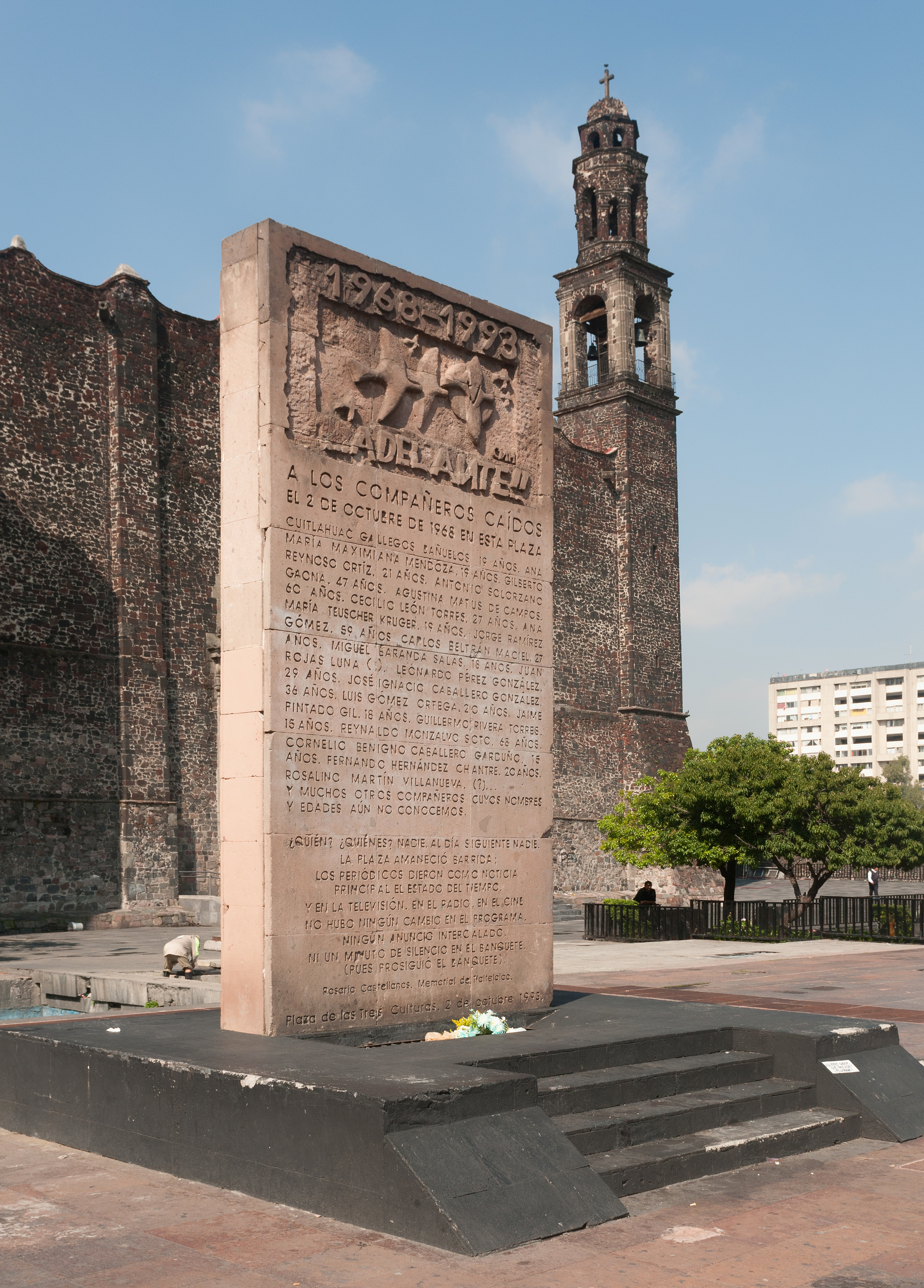
Place des Trois Cultures à Mexico, stèle en mémoire du massacre du 2 octobre 1968. Il y existe une autre stèle consacrée à la mémoire des 40000 victimes du siège de Tenochtitlan, le 13 août 1521.

## Le massacre de 1968
Le nombre de victimes du massacre de 1968 est toujours sujet à controverses : les sympathisants du mouvement étudiant estiment qu'il y a eu entre 200 et 300 morts parmi les manifestants, les sources gouvernementales indiquent « 4 morts, 20 blessés ». Le nombre de personnes arrêtées et « disparues » n'est pas non plus clairement connu, mais il se chiffrerait à plusieurs centaines.
1968 fut une année de troubles mondiaux, mais son dénouement au Mexique prit un tour violent. Le 2 octobre 1968, en début de soirée, l'armée mexicaine a ouvert le feu sur des étudiants rassemblés sur la place des Trois Cultures de Tlatelolco à Mexico. Le nombre exact de victimes n'est toujours pas connu précisément, mais cet événement mit fin brutalement à plus de trois mois de contestation estudiantine contre le gouvernement du PRI.
À quelques jours de l'ouverture des Jeux olympiques, le gouvernement du président Gustavo Díaz Ordaz, après une suite d’importantes manifestations étudiantes, décide d'assurer la sécurité des Jeux. Le bilan des morts parmi les manifestants le plus communément admis est de plus de 300 morts, tous parmi les manifestants. « Les corps des victimes restés sur la place des Trois-Cultures n’ont pas pu être photographiés car l’armée s’y est opposée. […] Dans son texte « Post-scriptum », Octavio Paz cite le chiffre que le journal anglais The Guardian, après une « enquête prudente », considère le plus probable : 325 morts. » Cependant il n'a jamais été possible de connaître le nombre exact de victimes, certaines d'entre elles ayant été transportées dans des hôpitaux tant civils que militaires ou à leur domicile après les événements.

« Le CNH [Consejo Nacional de Huelga, Conseil national de la grève] parle de 200 à 300 victimes, les sources gouvernementales, elles, font état le lendemain de « 4 morts et 20 blessés ». Plus d’un millier de personnes sont arrêtées, dont plus d’une centaine fera l’objet de condamnations lourdes.
Au cours des jours suivants, le Comité olympique international annonce que les Jeux se tiendront comme prévu et demande « une trêve spirituelle qui permette de réaliser les jeux olympiques dans la sécurité, la paix et la compréhension mutuelle. »

Des témoignages rapportent que la fusillade aurait été provoquée par des membres des forces de police, disséminés au sein des quelques centaines d'étudiants rassemblés à l'initiative du CNH. Les policiers auraient ouvert le feu sur l'armée qui encadrait le meeting afin de faire dégénérer cette manifestation et de donner au gouvernement l'occasion d'en finir avec les revendications étudiantes. 

Un an plus tard, le président mexicain Gustavo Díaz Ordaz assuma personnellement dans son cinquième rapport de gouvernement (Quinto informe de gobierno) la responsabilité éthique, morale, juridique et historique des faits. 

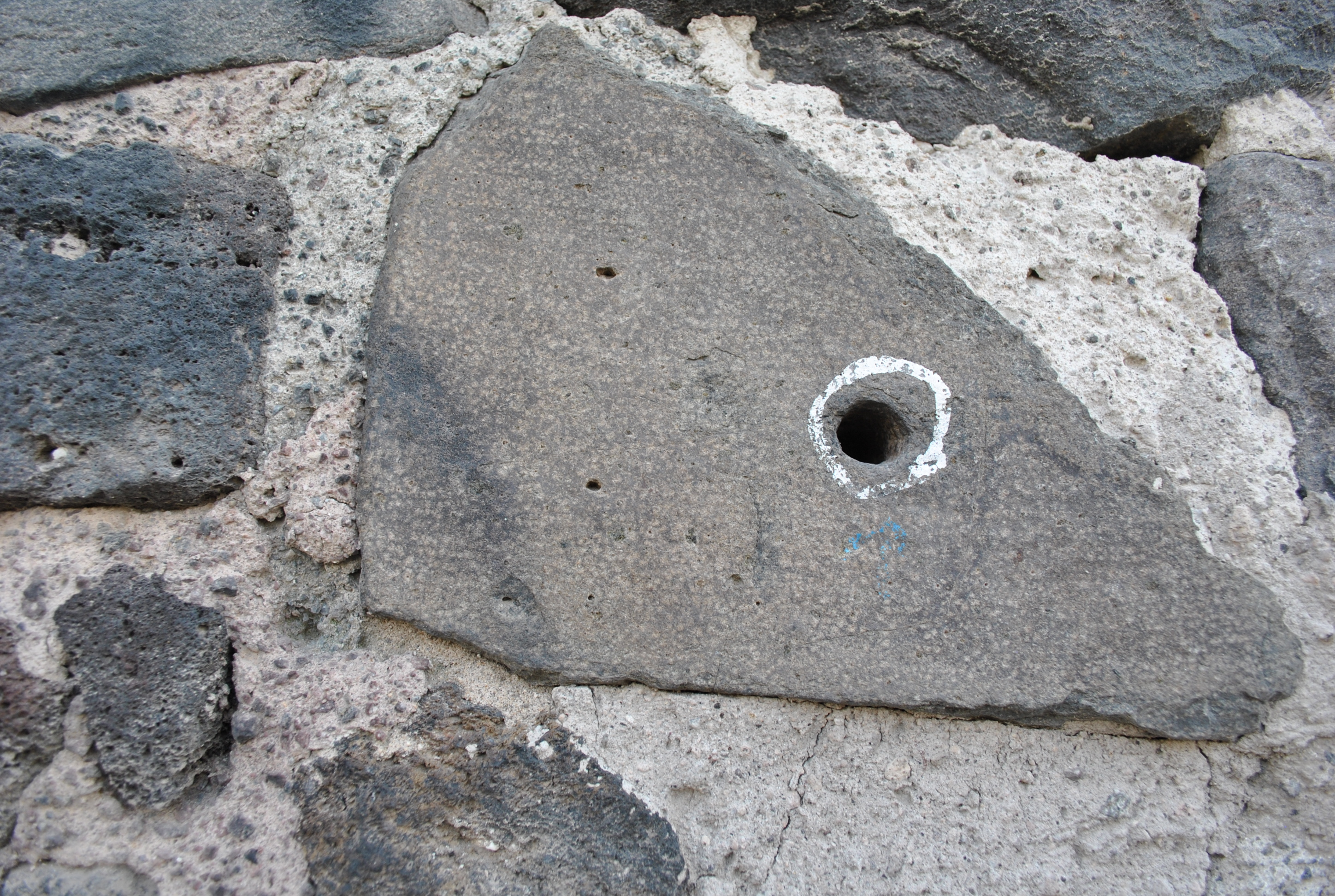
Impact de balle dans le mur du temple de Santiago Tlatelolco.

Peu de temps après son entrée en fonction en 2000, le président Vicente Fox a promis de clarifier les événements à Tlatelolco. En nommant un procureur spécial chargé d'enquêter sur la « guerre sale » - à commencer par le massacre de 1968 - et en ouvrant les archives secrètes du renseignement à l'examen public, Fox semblait indiquer que son gouvernement ne tolérerait plus la dissimulation officielle. La publication d'archives déclassifiées de la Dirección Federal de Seguridad (DFS), de la Dirección General de Investigaciones Políticas y Sociales (IPS), du secrétariat à la Défense et de la National Security Agency lève un pan du voile qui occulte ces événements,,.

### Exécutions sommaires
Le journaliste français Fernand Choisel a apporté un témoignage (L'Équipe, lundi 17 août 2015). Présent pour les Jeux olympiques, il avait toutefois décidé de couvrir les manifestations étudiantes : « Il y avait un monde fou sur la place (…) d'un seul coup je vois arriver un hélico équipé de mitrailleuses qui arrosent la foule sans sommation (…) Je suis avec les étudiants, ils sont interrogés, je ne comprends pas ce qu'ils disent et ils sont tués à bout portant devant nous. Arrive mon tour, j'ai ma carte de presse dans la bouche et le milicien n'a pas tiré. »

### Rôle de la CIA
Un ex-agent secret de la CIA, Philip Agee, accusa a posteriori la CIA d'être impliquée dans ce massacre, ce qui l'aurait poussé à démissionner. L’hypothèse d'une implication de la CIA est également soutenue par plusieurs historiens et journalistes mexicains, comme John Saxe Fernández, Ángeles Magdaleno Cárdenas, Gregorio Selser (es), Beatriz Torres, Jorge Meléndez Preciado.  
Des documents déclassifiés en 2018 montrent que le chef d'antenne de la CIA au Mexique en poste de 1956 à 1969, Winston Scott, a donné son "appui total" au président Díaz Ordaz lorsque celui-ci décida du massacre. Winston Scott est limogé l'année suivante pour ne pas avoir informé la Maison Blanche de ce projet.

### Couverture médiatique
Le massacre connaît une certaine couverture internationale, d'abord du fait de la présence parmi les blessés de la journaliste Oriana Fallaci, ancienne figure de la Résistance italienne, présente pour suivre les manifestations étudiantes.
Les médias mexicains, pour leur part, adoptent une attitude très favorable au gouvernement, relativisant l’ampleur du massacre ou insinuant que les étudiants en portent une part de responsabilité : El Heraldo titre en première page : « Des francs-tireurs ouvrent le feu contre l’armée ». D’autres journaux à grand tirage mentionnent un « combat entre terroristes et l’armée » (El Universal) ou encore que « des mains étrangères s’emploient à salir Mexico [pour] contrarier les XIXe Jeux » (El Sol de México).
Le propriétaire et directeur d'El Heraldo de México, Gabriel Alarcón, répond dans une lettre au président Gustavo Diaz Ordaz au sujet de la couverture par son journal de ces événements : « Cher ami, aussi distingué que raffiné, (…) nous nous sommes plongés dans nos publications (…), et je peux attester qu’il ne s’y trouve rien qui puisse être interprété comme négatif à l’égard du gouvernement, et qu’au contraire notre ligne a été franchement favorable et en appui au régime. (...) Monsieur le Président, nous nous sentons comme dans une chambre obscure, et vous seul pouvez nous prodiguer la lumière dont nous avons besoin ».

### Réactions au niveau international
En octobre 2003, la revue Proceso découvre dans des archives gouvernementales récemment ouvertes un télégramme portant sur le massacre dans lequel les écrivains argentins Jorge Luis Borges et Adolfo Bioy Casares expriment leurs soutien au gouvernement mexicain.
Plusieurs personnalités françaises, dont les intellectuels Simone de Beauvoir et Jean-Paul Sartre, le cinéaste Jean-Luc Godard et le prix Nobel de physique Alfred Kastler, ont écrit au président du Mexique le 6 octobre 1968, déclarant : « Des dizaines de morts, des centaines de blessés, des milliers d'étudiants emprisonnés : tel est le bilan tragique des événements survenus au Mexique. Nous demandons solennellement au gouvernement mexicain de condamner la provocation sanglante de la police et de l'armée, de reprendre le dialogue tel que le demandent les étudiants, et de ne pas détruire à jamais l'image du pays de Hidalgo, Juárez et de la Révolution dont il se prétend héritier ».

## Conséquences
Selon ses opposants, 1968 fut également au Mexique le début de la remise en cause du gouvernement du pays par le PRI, (membre de l'Internationale socialiste), plébiscité par le peuple depuis 1929. 
La croissance économique dont il fit bénéficier le pays à partir de 1945 ne s'est pas accompagnée en parallèle de mesures d'ouverture politique, installant un malaise croissant chez certains intellectuels mexicains. Cette remise en cause culmina en 2000 avec la première alternance politique depuis 71 ans, acquise par le président Vicente Fox du PAN, le Parti action nationale (démocrate-chrétien).
En janvier 2002 une juridiction spéciale nommée Fiscalía Especial para Movimientos Sociales y Políticos del Pasado (FEMOSPP, « Tribunal spécial pour les mouvements sociaux et politiques du passé ») ouvre une enquête pour tenter d'établir les responsabilités du massacre de Tlatelolco. Le 2 juillet 2002 l'ancien président Luis Echeverría Álvarez, qui était alors ministre de l'Intérieur, est amené à comparaître avec d'autres responsables politiques de l'époque devant le Tribunal pour répondre (entre autres) du chef d'accusation de génocide, une première en la matière au Mexique. Le 30 novembre 2006, le Tribunal ordonne son assignation à domicile afin de mener à bien le procès au cours duquel celui-ci doit répondre des chefs d'inculpation de génocide, homicides, lésions et disparitions forcées. Après des années d'atermoiements, la justice mexicaine l'a finalement acquitté le 26 mars 2009 en indiquant qu'il n'existait aucune preuve permettant d'engager sa responsabilité dans les événements du 2 octobre 1968.
Entre 2012 et 2018, le PRI gouverne à nouveau le Mexique, avec pour président Enrique Peña Nieto.